# پرهام پروری
پرهام پروری (زادهٔ ۱۳۷۶ (خورشیدی) در سقز) یکی از بازداشت‌شدگان خیزش سراسری ایرانیان در سال ۱۴۰۱ است. او یکی از ورزشکاران از شهر سقز است که در رشتهٔ شنا موفق به کسب مدال‌های متعدد شده‌است. او در شهر تهران در جریان اعتراضات دستگیر شده و توسط دادگاه انقلاب به محاربه متهم شده‌است.

## دستگیری و دادگاه
پرهام در ۱۱ مهر در تهران دستگیر می‌شود و حدود ۴۰ روز در بند ۲۰۹ زندان اوین بازداشت بوده‌است. سپس پرونده وی به دادسرا برده‌شده و او در آنجا به محاربه متهم می‌شود. در کل مراحل دادرسی او به وکیل مورد نظر خود دسترسی نداشته‌است.

## واکنش‌ها به دستگیری و اتهام
پس از دادن اتهام محرابه به وی گروهی از مردم سقز در محل زندگی او تجمع کرده و از او و خانواده‌اش حمایت کردند.

## محکومیت
در تاریخ ۷ خرداد ماە ۱۴۰۲ شمسی و بعد از نه ماه بازداشت موقت ، پرهام پروری در مجموع به ۱۵ سال زندان محکوم شد که شامل ۱۰ سال تبعید به زندان جاسک و ۵ سال حبس تعزیری می باشد. این حکم در تاریخ ۳۰ خرداد ماە  در شعبه ۲۸ دادگاه انقلاب تهران بە او ابلاغ شد. 